# Ruthie Matthes

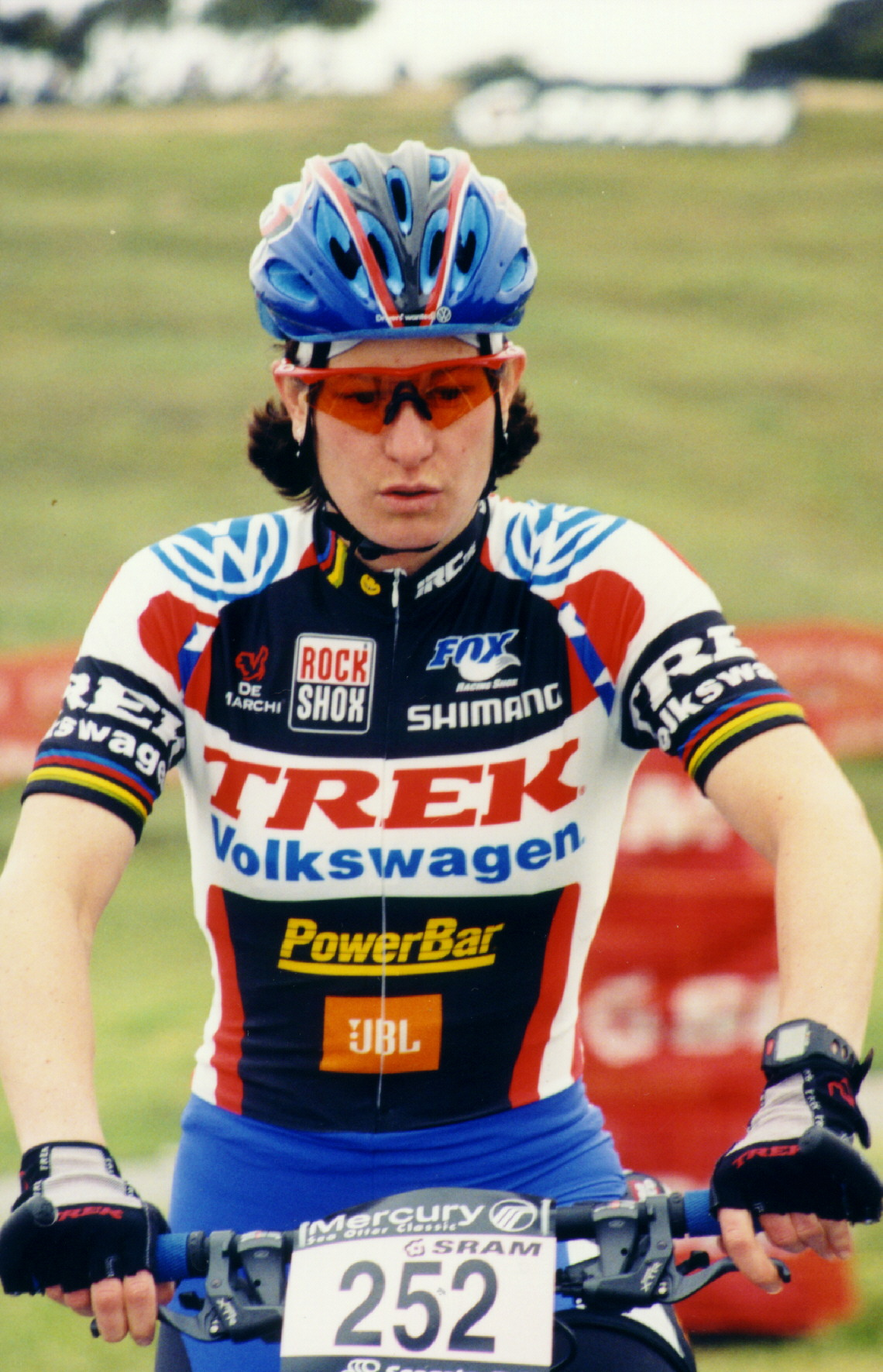
Ruthie Matthes

Ruth V. „Ruthie“ Matthes (* 11. November 1965 in Sun Valley) ist eine ehemalige US-amerikanische Radrennfahrerin und Weltmeisterin, die Rennen auf der Straße und auf dem Mountainbike bestritt.
1989 wurde Ruthie Matthes US-amerikanische Meisterin im Kriterium und belegte Platz zwei bei der Women’s Challenge. Im Jahr darauf wurde sie bei den Straßen-Weltmeisterschaften Zweite im Straßenrennen, Dritte bei der  Cross Country-WM, nationale Meisterin im Straßenrennen und gewann die Tour of Okinawa. 1991 wurde sie Mountainbike-Weltmeisterin, und 1992 gewann sie den Weltcup. 1992 und 1993 wurde sie nochmals Dritte bei der Cross Country-WM. 1996 wurde sie nochmals Vize-Weltmeisterin. 2000 startete sie bei den Olympischen Spielen in Sydney und belegte im Cross-Country Platz zehn.
2011 wurde Matthes in die United States Bicycling Hall of Fame aufgenommen.